# Sony Ericsson T610

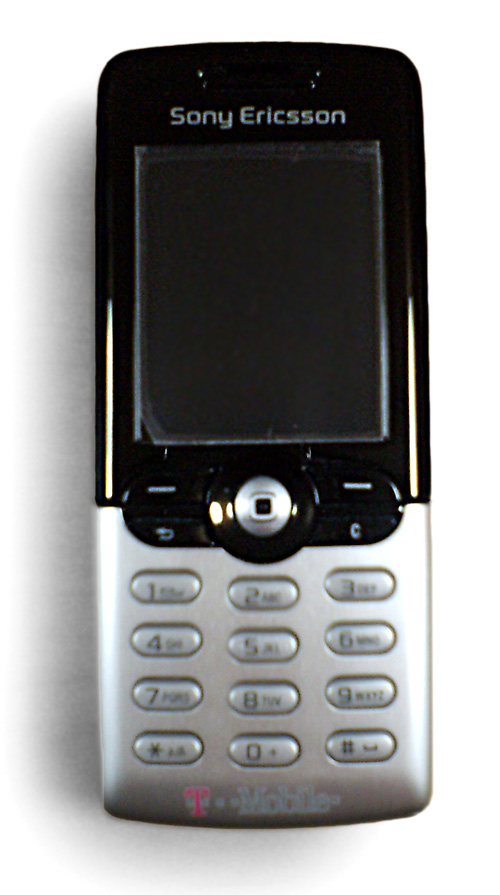
Sony Ericsson T610

Sony Ericsson T610, lanzado en 2003, es un teléfono móvil fabricado por Sony Ericsson. Fue uno de los primeros móviles que incluía una cámara digital integrada, pantalla en color y era un modelo de alta gama. Incluía una batería de litio de larga duración.

## Características
- Tribanda (soporta las bandas GSM 900/1800/1900 MHz )
- Bluetooth tecnología inalámbrica
- Puerto de infrarrojos
- Opcional: cable USB (USB Cable DCU-11 o USB Cable DCU-10).
- Correo electrónico
- Tonos polifónicos
- Dimensiones: 102 × 44 × 19 mm
- 128×160 display, 16-bit color (65.536 colores)
- Tasa de absorción específica (SAR) = 0.89 W/kg
- Connectividad : GPRS y HSCSD

## Variantes
- T616 - versión GSM 850/1800/1900 para Norteamérica
- T630 - Versión actualizada del T610 con pantalla TFT.
- T637 - Versión actualizada del T616 con pantalla TFT.